# Frankie Gavin
Frankie Gavin (1985. szeptember 28. –) brit amatőr ökölvívó.
Ő volt az első brit amatőr ökölvívó világbajnok.

## Eredményei
- 2006-ban az Európa-bajnokságon könnyűsúlyban a negyeddöntőben kikapott az ukrán Olekszandr Kljucskótól, így nem  szerzett érmet.
- 2007-ben világbajnok könnyűsúlyban. Az elődöntőben óriási meglepetésre legyőzte az orosz Alekszej Tyiscsenkót, a döntőben pedig az olasz Domenico Valentinót.

## Profi karrierje
2009. február 28-án vívta első mérkőzését.